# Can Nadal (Teià)
Can Nadal és una masia a la vila de Teià (al Maresme) catalogada a l'Inventari del Patrimoni Arquitectònic de Catalunya. Es tracta d'una masia de planta baixa, pis i golfes, coberta amb una teulada de dues vessants i amb el carener perpendicular a la façana principal. Conserva la porta original, d'arc de mig punt adovellat, al costat d'una altra de factura moderna. Destaca el ràfec de la teulada, de gran volada, i les llindes, brancals i llindars de les finestres, treballats amb pedra ben escairada, polida i amb motllures. Lateralment té altres edificis annexos.